# باري كيلي
باري كيلي (بالإنجليزية: Barrie Kelly) هو عداء سريع بريطاني، ولد في 2 أغسطس 1940 في بري ‏ في المملكة المتحدة.

## وصلات خارجية
- باري كيلي على موقع أوليمبيديا (الإنجليزية)
- باري كيلي على موقع اتحاد ألعاب الكومنولث (مؤرشف) (الإنجليزية)